# 지방도 제742호선
지방도 제742호선은 전북특별자치도 임실군 임실읍 갈마리에서 진안군, 장수군을 거쳐 경상남도 함양군 백전면 운산리를 잇는 전북특별자치도의 지방도이다.

## 연혁
- 2003년 2월 20일: 경상남도 구간 노선 폐지 및 재지정[1][2]
- 2009년 10월 15일: 경상남도 구간 지방도 노선 조정[3]
- 2020년 10월 8일: 경상남도 구간 지방도 노선 조정[4]

## 주요 경유지

### 전북특별자치도
- 임실군
  - 임실읍 임실 교차로
  - 성수면 임실 나들목 - 도인리 - (1차선 구간, 임도 구간 : 도인지)
  - 관촌면 (1차선 구간, 임도 구간 : 운수리)
- 진안군
  - 성수면 (1차선 구간, 임도 구간 : 구신리) - 고덕교 - 구신리 - 구신교
  - 백운면 오정삼거리 - 덕현삼거리 - 백운교 - 동창삼거리 - 동창리 - 반송리 - 신암리 - 백운교 - 서구리재
- 장수군
  - 장수읍 서구리재 - 송천리 - 송천교 - 송천교 - 송천삼거리 - 장수교 남단 - 장수리 - 동촌 교차로 - 동촌리 - 말목치 - 덕산리 - (범연동) - (미개통 구간 : 어치재)
  - 번암면 (미개통 구간 : 어치재 - 지지리 - 남중재)

### 경상남도
- 함양군
  - 백전면 (미개통 구간 : 남중재) - 운산리 - 백운리 대방마을

## 중복 구간
- 진안군 백운면 오정삼거리 ~ 동창삼거리 : 국도 제30호선과 중복

## 도로명
- 임실군 임실읍 임실 교차로 ~ 성수면 도인지 : 도인로
- 진안군 성수면 고덕교 ~ 백운면 오정삼거리 : 성백로
- 진안군 백운면 오정삼거리 ~ 동창삼거리 : 임진로
- 진안군 백운면 동창삼거리 ~ 장수군 장수읍 송천삼거리 : 백장로
- 장수군 장수읍 송천삼거리 ~ 장수교 남단 : 장천로
- 장수군 장수읍 장수교 남단 ~ (범연동) : 덕산로
- 함양군 백전면 운산리 ~ 운산리 : 중기길
- 함양군 백전면 운산리 ~ 백운리 대방마을: (도로명 미부여)